# Tarentola deserti
Espèce
Synonymes
- Tarentola mauritanica var. deserti Boulenger, 1891
- Tarentola mauritanica var. saharae Doumergue, 1899

Statut de conservation UICN

 LC  : Préoccupation mineure
Tarentola deserti est une espèce de geckos de la famille des Phyllodactylidae.

## Répartition
Cette espèce se rencontre dans le nord de l'Algérie, dans l'est du Maroc, dans le sud de la Tunisie et dans le nord-ouest de la Libye.

## Publication originale
- Boulenger, 1891 : Catalogue of the reptiles and batrachians of Barbary (Morocco, Algeria, Tunisia), based chiefly upon the notes and collections made in 1880-1884 by M. Fernand Lataste. Transactions of the Zoological Society of London, vol. 13, p. 93-164 (texte intégral).